# Friedrich Gundolf
Friedrich Leopold Gundelfinger, cunoscut sub pseudonimul Friedrich Gundolf, (n. 20 iunie 1880, Darmstadt, Imperiul German – d. 12 iulie 1931, Heidelberg, Republica de la Weimar) a fost un poet și critic literar german de etnie ebraică.
A fost unul dintre cei mai valoroase personalități academice ai Republicii de la Weimar.
În scrierile sale, a combătut naturalismul și pozitivismul.

## Scrieri
- 1911: Shakespeare și spiritul german ("Shakespeare und der deutsche Geist")
- 1916: Goethe
- 1924: Cezar, istoria faimei sale ("Cäsar; Geschichte seines Ruhms")
- 1928: Shakspeare. Esența și arta sa ("Shakespeare. Sein Wesen und Werk")

1. ↑  Neue Deutsche Biographie, accesat în 12 februarie 2018
2. ↑  Piatră funerară
3. 1 2  Find a Grave, accesat în 16 noiembrie 2024
4. ↑  Friedrich Gundolf, SNAC, accesat în 9 octombrie 2017
5. ↑  LIBRIS, 26 martie 2018, accesat în 24 august 2018
6. ↑  Autoritatea BnF, accesat în 10 octombrie 2015